# Neo-noir

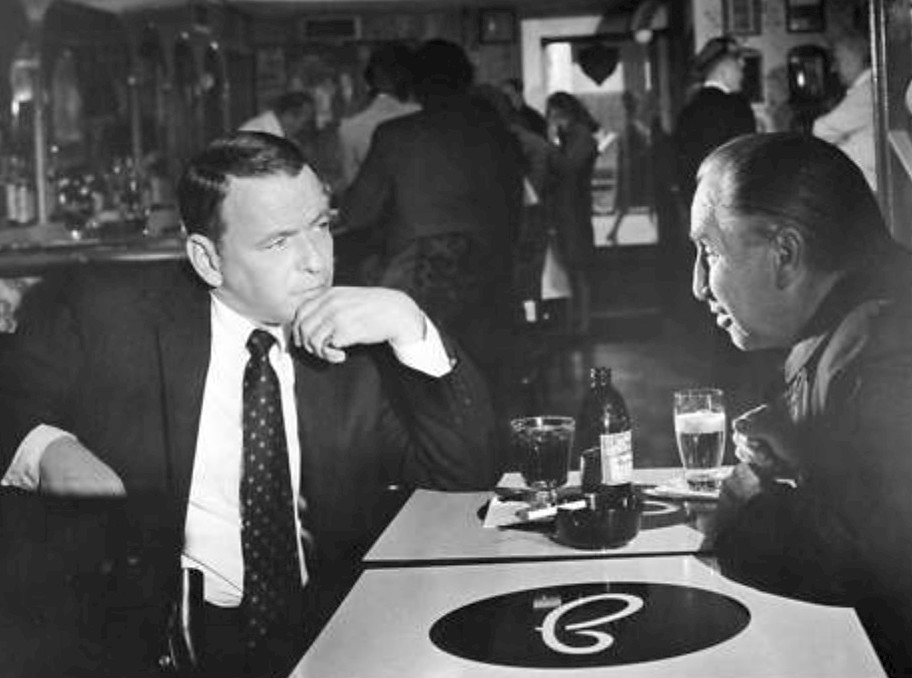
Kadr z filmu neo-noir Detektyw (1968)

Neo-noir (gr. neo „nowy” i fr. noir „czarny”) – podgatunek filmowy, który w sposób widoczny korzysta z elementów filmu noir, ale jest uaktualniony o motywy, treści, style i elementy wizualne nieobecne w filmach noir lat 40. i 50. XX wieku.

## Styl i geneza
Początek konwencji neo-noir przypada na drugą połowę lat 50. XX wieku, tuż po zakończeniu okresu filmów noir. W literaturze przedmiotu występują również określenia takie, jak: postclassic noir, after noir, post-noir oraz retro-noir, odnoszące się do tej samej grupy produkcji filmowych.
Neo-noir to forma odrodzenia gatunku noir z zachowaniem właściwych dla niego, podstawowych elementów, takich jak: światłocień, mocne kontrasty, niska tonacja oświetleniowa, a w fabule motywy kryminalne, postać detektywa oraz femme fatale i zatarcie granicy pomiędzy dobrem a złem. Terminem neo-noir określa się każdą produkcję filmową powstałą po okresie klasycznego noiru, która charakteryzuje się zawartością właściwych dla pierwotnej konwencji tematów i noirową wrażliwością. Motywy i postaci z filmów noir są oparte na archetypach, jakie powstały na kliszach filmów definiowanych jako noir, nie zaś manifestacją rzeczywistych lęków społeczeństwa, jak w produkcjach „czarnego kina”. Bohaterzy dopuszczają się brutalnych zbrodni bez motywacji, odmienne klasycznych produkcji filmowych z gatunku noir są też narracyjne wzorce. 
Konwencja neo-noir wzbogacona jest o motywy, elementy stylistyczne i techniczne rozwiązania wynikające zarówno z ówczesnych zmian społecznych, jak i z postępu technologicznego. Wraz z popularyzacją w latach 50. XX wieku systemu Eastmancolor, za pomocą którego rozpoczęto produkcję filmów kolorowych na szeroką skalę, wizualna sfera kina neo-noir coraz bardziej odbiegała od klasycznych, czarno-białych obrazów noir lat 40. i 50. XX wieku. Charakterystyczny dla klasycznego „czarnego kina" światłocień przywrócono w filmach z gatunku neo-noir w 1982 roku, kiedy na rynek zostały wprowadzone taśmy Kodak 5293, udoskonalone o możliwość kreacji mocnego kontrastu obrazu.
Motywy: mroku, przegranej z losem i wszechobecnego niepokoju, tworzące atmosferę „czarnego kina" oraz filmów neo-noir nieprzerwanie od lat 40. XX wieku, ponownie zyskały na znaczeniu, nie tylko w wymiarze artystycznym. Odzwierciedlały nastroje amerykańskiego społeczeństwa w momencie zakończenia wieloletniej wojny w Wietnamie. Jej skutkiem były liczne konflikty społeczne oraz zburzenie wizerunku państwa amerykańskiego jako niepokonanego mocarstwa. Równocześnie wzrastał poziom międzynarodowego terroryzmu, co także potęgowało uczucie lęku obecne wśród ludności cywilnej, urzeczywistniając wizje świata przedstawionego w filmach neo-noir.

## Najważniejsze filmy gatunku[10][11]
| Rok premiery | Tytuł                            | Reżyser              | wykonawcy                                                                                                  | Nagrody i nominacje                                                                                  |
| ------------ | -------------------------------- | -------------------- | --- | --- |
| 1967         | Samuraj                          | Jean-Pierre Melville | Alain Delon, Cathy Rosier, François Périer, Nathalie Delon                                                 | |
| 1974         | Chinatown                        | Roman Polański       | Jack Nicholson, Faye Dunaway, John Huston, Perry Lopez, John Hillerman                                     | Oscar – 10 nominacji, 1 nagroda                                                                      |
| 1981         | Żar ciała                        | Lawrence Kasdan      | William Hurt, Kathleen Turner, Richard Crenna, Ted Danson                                                  | |
| 1981         | Listonosz zawsze dzwoni dwa razy | Bob Rafelson         | Jack Nicholson, Jessica Lange, John Colicos                                                                | |
| 1982         | Łowca androidów                  | Ridley Scott         | Harrison Ford, Rutger Hauer, Sean Young                                                                    | Oscar – 2 nominacje                                                                                  |
| 1986         | Blue Velvet                      | David Lynch          | Isabella Rossellini, Kyle MacLachlan, Dennis Hopper                                                        | Oscar – 1 nominacja                                                                                  |
| 1987         | Harry Angel                      | Alan Parker          | Mickey Rourke, Lisa Bonet, Robert De Niro, Charlotte Rampling                                              | |
| 1992         | Nagi instynkt                    | Paul Verhoeven       | Michael Douglas, Sharon Stone, George Dzundza                                                              | Oscar – 2 nominacje                                                                                  |
| 1995         | Podejrzani                       | Bryan Singer         | Stephen Baldwin, Gabriel Byrne, Benicio del Toro, Kevin Pollak, Kevin Spacey                               | Oscar – 2 nagrody                                                                                    |
| 1996         | Fargo                            | Joel Coen            | William H. Macy, Frances McDormand, Steve Buscemi, Peter Stormare, Harve Presnell                          | Złota Palma dla najlepszego reżysera, Oscar – 7 nominacji, 2 nagrody, BAFTA – 6 nominacji, 1 nagroda |
| 1998         | Śledząc                          | Christopher Nolan    | Jeremy Theobald, Alex Haw, Lucy Russell                                                                    | |
| 1998         | Mroczne Miasto                   | Alex Proyas          | Rufus Sewell, William Hurt, Kiefer Sutherland, Jennifer Connelly                                           | Saturny 1999 - 5 nominacji, 1 nagroda                                                                |
| 1999         | Podziemny krąg                   | David Fincher        | Brad Pitt, Edward Norton, Helena Bonham Carter, Jared Leto                                                 | Oscar – 1 nominacja                                                                                  |
| 2000         | Memento                          | Christopher Nolan    | Guy Pearce, Carrie-Anne Moss, Joe Pantoliano                                                               | Oscar – 2 nominacje                                                                                  |
| 2011         | Tożsamość                        | Jaume Collet-Serra   | Liam Neeson, Diane Kruger, January Jones, Bruno Ganz, Sebastian Koch                                       | |
| 2011         | Drive                            | Nicolas Winding Refn | Ryan Gosling, Carey Mulligan, Christina Hendricks, Oscar Isaac, Ron Perlman, Bryan Cranston, Albert Brooks | |